# پاکواکی (حوزه سرشماری)، ویسکانسین
پاکواکی (به انگلیسی: Packwaukee) یک منطقهٔ مسکونی در ایالات متحده آمریکا است که در شهرستان مارکوت، ویسکانسین واقع شده‌است. پاکواکی ۲۶۲ نفر جمعیت دارد و ۲۳۸٫۰۵ متر بالاتر از سطح دریا واقع شده‌است.